# Cononedys armenica
Cononedys armenica är en tvåvingeart som beskrevs av Paramonov 1925. Cononedys armenica ingår i släktet Cononedys och familjen svävflugor. Inga underarter finns listade i Catalogue of Life.